# Liste der Kulturgüter in Grono
Die Liste der Kulturgüter in Grono enthält alle Objekte in der Gemeinde Grono im Kanton Graubünden, die gemäss der Haager Konvention zum Schutz von Kulturgut bei bewaffneten Konflikten, dem Bundesgesetz vom 20. Juni 2014 über den Schutz der Kulturgüter bei bewaffneten Konflikten sowie der Verordnung vom 29. Oktober 2014 über den Schutz der Kulturgüter bei bewaffneten Konflikten unter Schutz stehen.
Objekte der Kategorien A und B sind vollständig in der Liste enthalten, Objekte der Kategorie C fehlen zurzeit (Stand: 13. Oktober 2021).

## Kulturgüter
| Foto |                                                                                       | Objekt                                                                                                  | Kat. | Typ | Standort                                   | Beschreibung |
| --- | ------------------------------------------------------------------------------------- | --- | ---- | --- | ------------------------------------------ | ------------ |
| ja | Datei hochladen · Wikidata zu Torre Fiorenzana (Q29521355)                            | Torre Fiorenzana KGS-Nr.: 3026                                                                          | A    | G   | Carà Torr Fiorenzana 2 731983 / 123528     |              |
| [[Vorlage:Bilderwunsch/code!/O:Liste der Kulturgüter in Grono!/C:46.24745,9.14513!/D:Kapelle St. Rocco und Umgebung / Cappella di San Rocco e dintorni!/\|BW]]                        | Datei hochladen · Wikidata zu Kapelle St. Rocco und Umgebung (Q29784727)              | Kapelle St. Rocco und Umgebung / Cappella di San Rocco e dintorni KGS-Nr.: 3022                         | B    | G   | Piazza San Roch 10 731600 / 123210         |              |
| BW | Datei hochladen · Wikidata zu Rotes Haus (Q29784789)                                  | Rotes Haus / Casa Rossa KGS-Nr.: 3023                                                                   | B    | G   | Via Ca' Rossa 3 731535 / 123244            |              |
| [[Vorlage:Bilderwunsch/code!/O:Liste der Kulturgüter in Grono!/C:46.2502,9.14716!/D:Katholische Kirche San Clemente und Beinhaus / Chiesa cattolica di San Clemente e Ossario!/\|BW]] | Datei hochladen · Wikidata zu Katholische Kirche St. Clemente und Beinhaus (Q3669780) | Katholische Kirche San Clemente und Beinhaus / Chiesa cattolica di San Clemente e Ossario KGS-Nr.: 3025 | B    | G   | Via San Clement 49 731750 / 123519         |              |
| BW | Datei hochladen · Wikidata zu Kapelle St. Remigio (Q29784725)                         | Kapelle San Remigio / Cappella di San Remigio KGS-Nr.: 3068                                             | B    | G   | Leggia 733570 / 124810                     |              |
| BW | Datei hochladen · Wikidata zu Pfarrkirche Sant’Antonio e Bernardo (Q3668090)          | Pfarrkirche Sant’Antonio e Bernardo / Chiesa parrochiale di Santi Bernardo e Antonio KGS-Nr.: 3069      | B    | G   | Leggia, Via Cantonale 38 732990 / 124919   |              |
| ja | Datei hochladen · Wikidata zu Katholische Kirche St. Peter (Q29784793)                | Katholische Kirche San Pietro / Chiesa cattolica di San Pietro KGS-Nr.: 3395                            | B    | G   | Verdabbio, Cará de Dèra 2 732530 / 125540  |              |
| BW | Datei hochladen · Wikidata zu Haus Marca (Q29784788)                                  | Haus a Marca / Casa a Marca KGS-Nr.: 10748                                                              | B    | G   | Leggia, Via dela Posta 3 732993 / 124965   |              |
| BW | Datei hochladen · Wikidata zu Haus (Q29784729)                                        | Haus / Casa KGS-Nr.: 10838                                                                              | B    | G   | Verdabbio, Cará de Dèra 18 732604 / 125538 |              |